# La Maison des mille morts
 (octobre 2022).
Si vous disposez d'ouvrages ou d'articles de référence ou si vous connaissez des sites web de qualité traitant du thème abordé ici, merci de compléter l'article en donnant les références utiles à sa vérifiabilité et en les liant à la section « Notes et références ».
Série
The Devil's Rejects
(2005)
Pour plus de détails, voir Fiche technique et Distribution.
La Maison des mille morts (House of 1000 Corpses) est une comédie noire horrifique américaine écrite et réalisée par Rob Zombie, sortie en 2003.

## Synopsis
Dans la soirée d'Halloween du 31 octobre 1977, deux jeunes couples se lancent à la recherche du célèbre tueur en série Docteur Satan, une légende locale. Surpris par un terrible orage, ils se réfugient dans une mystérieuse demeure où réside la famille Firefly (« Luciole » en français), une famille pour le moins étrange. Celle-ci se compose de membres adeptes du cannibalisme et de rites sataniques. Le cauchemar peut commencer...

## Fiche technique
- Titre original : House of 1000 Corpses
- Titre français : La Maison des mille morts
- Réalisation : Rob Zombie
- Scénario : Rob Zombie
- Musique : Scott Humphrey, Sheri Moon et Rob Zombie
- Photographie : Alex Poppas et Tom Richmond
- Montage : Kathryn Himoff, Robert K. Lambert et Sean K. Lambert
- Décors : Gregg Gibbs
- Costumes : Amanda Friedland
- Production : Andy Gould, Danielle Shilling Lovett, Joel Hatch, Robert K. Lambert, Andrew D. Given et Guy Oseary
- Société de production : Universal Pictures
- Budget : 7 millions de dollars
- Pays d'origine : États-Unis
- Langue : anglais
- Format : couleur - 1,85:1 - DTS / Dolby Digital / SDDS - 35 mm
- Genres : comédie noire et comédie horrifique
- Durée : 89 minutes
- Dates de sortie : 
  -  États-Unis : 11 avril 2003
  -  France : 15 mai 2003 (Festival de Cannes) ; 12 juillet 2006 (en DVD)
- Interdit aux moins de 12 ans lors de sa sortie en France.

## Distribution
- Sid Haig (VF : Féodor Atkine) : le capitaine Spaulding / James Cutter
- Bill Moseley (VF : Jean-François Vlérick) : Otis B. Driftwood
- Sheri Moon (VF : Laura Préjean) : Baby Firefly / Vera-Ellen
- Karen Black (VF : Michèle Bardollet) : la mère Firefly
- Chris Hardwick (VF : Olivier Destrez) : Jerry Goldsmith
- Erin Daniels (VF : Barbara Kelsch) : Denise Willis
- Jennifer Jostyn (VF : Barbara Delsol) : Mary Knowles
- Rainn Wilson (VF : Laurent Morteau) : Bill Hudley
- Walton Goggins : l'adjoint Steve Naish
- Tom Towles : le lieutenant George Wydell
- Matthew McGrory : Tiny Firefly
- Robert Allen Mukes : Rufus 'R.J.' Firefly Jr.
- Dennis Fimple (VF : Michel Fortin) : le grand-père Hugo Firefly
- Harrison Young (VF : Jacques Brunet) : Don Willis
- William Bassett : le shérif Drake Huston
- Gregg Gibbs (VF : Pierre Laurent) : Dr. Wolfenstein

## Commentaire
Première réalisation de Rob Zombie, leader du groupe de metal White Zombie, La Maison des mille morts est un film d'horreur grand-guignolesque, qui puise son inspiration dans les années 1970 (période chère au réalisateur ; on peut y détecter quelques similitudes, au niveau des décors et de la mise en scène, avec Massacre à la tronçonneuse 2, dans lequel on retrouve quelques acteurs de La Maison des mille morts).

## Autour du film
- Les tueurs en série présentés dans le petit train du meurtre du Capitaine Spaulding ont tous existé, à part bien sûr le Dr Satan. Le clown à l'entrée porte d'ailleurs un costume similaire à celui du tueur en série John Wayne Gacy alias Pogo the Clown.
- La famille Firefly n'est pas sans rappeler une allusion à la famille Manson. Le réalisateur ne s'est d'ailleurs jamais caché de sa fascination pour cette famille.
- Le tournage s'est déroulé du 14 mai au 20 août 2000 aux studios Universal.
- La société de production Universal Pictures avait initialement refusé de sortir le film, pensant que la MPAA l'interdirait aux moins de 17 ans (NC-17), mais il ne fut finalement interdit qu'aux mineurs de moins de 17 ans non accompagnés d'un adulte.
- Tourné en 2000, le film ne sortit que trois ans plus tard.
- La maison est la même que celle utilisée dans La Cage aux poules (1982) et qui peut être aperçue depuis le tramway qui fait le tour des studios Universal. Durant la production, Universal refusa d'arrêter le tramway, ce qui retarda le tournage de nombreuses scènes.
- La plupart des scènes violentes (Otis torturant des pom-pom girls, Baby se masturbant avec un squelette...) furent tournées après la fin du tournage dans la cave du cinéaste. Ce dernier invitait les acteurs chez lui durant les week-ends et tourna lui-même avec une caméra 16 mm à la main[1].
- Quand Denise descend dans l'antre du Dr Satan, un lecteur de cassette y est également envoyé et continue de diffuser une version jouée au ralenti de The Poet, un poème d'Aleister Crowley (présent sur la bande originale sous le titre de The Great Beast Speaks). Récité par le poète lui-même, il s'agit du seul enregistrement connu de Crowley. La ligne qui est répétée sans cesse est Bury me in a nameless grave, qu'on pourrait traduire en français par « Enterrez-moi dans une tombe sans nom ».
- Harrison Young porte un équipement pratiquement identique à celui qu'il portait quand il interprétait le Ryan âgé dans le film Il faut sauver le soldat Ryan (1998).
- Rob Zombie a indiqué avoir tourné deux versions de toutes les scènes sanglantes dans le but d'apaiser le studio Universal. Le plus souvent, une des deux ne contenait pas de sang à l'écran.
- Le nom de plusieurs des personnages est directement tiré de cinq films des Marx Brothers. Le capitaine Jeffrey T. Spaulding et Signor Emanuel Ravelli sont issus de Animal crackers, l'explorateur en folie (1930), le professeur Quincy Adams Wagstaff de Plumes de cheval (1932), Rufus T. Firefly de La Soupe au canard (1933), Otis B. Driftwood de Une nuit à l'opéra (1935) et le Dr Hugo Z. Hackenbush de Un jour aux courses (1937). Vera-Ellen, le véritable nom de Baby, possède également un lien avec l'univers des Marx Brothers puisque l'actrice Vera-Ellen campait le personnage de Maggie Phillips dans La Pêche au trésor (1949).
- Le film fut projeté en Belgique le 21 mars 2003 lors du Festival international du film fantastique de Bruxelles, ainsi qu'en France le 15 mai 2003 durant le Festival de Cannes. Aucune exploitation en salle n'eut lieu dans l'un ou l'autre pays et le film sorti directement en DVD en France le 12 juillet 2006.
- Le film est dédié à la mémoire de Dennis Fimple (qui interprète ici le grand-père Hugo Firefly), décédé de causes naturelles le 23 août 2002 (expliquant d'ailleurs pourquoi son personnage sera "oublié" dans la suite).

## Bande originale
1. Everybody Scream!, interprété par Rob Zombie
2. Little Piggy, interprété par Rob Zombie
3. Halloween Stomp, interprété par Rob Zombie
4. House of 1000 Corpses, interprété par Rob Zombie
5. Run, Rabbit, Run, interprété par Rob Zombie
6. Brick House, interprété par The Commodores
7. Pussy Liquor, interprété par Rob Zombie
8. I Wanna Be Loved By You, interprété par Helen Kane
9. I Remember You, interprété par Slim Whitman
10. Now I Wanna Sniff Some Glue, interprété par The Ramones
11. Who's Gonna Mow Your Grass, interprété par Buck Owens

## Récompenses
- Prix des meilleurs effets spéciaux pour Wayne Toth et Michael O'Brien, ainsi qu'une nomination au prix du meilleur film, lors du festival Fantasporto 2004.